# Lista de prêmios e indicações recebidas por Sherlock
Sherlock é uma série de televisão britânica de drama policial baseada nas histórias de Sherlock Holmes escritas por Sir Arthur Conan Doyle. Criado por Steven Moffat e Mark Gatiss, é estrelado por Benedict Cumberbatch como Holmes e Martin Freeman como o Doutor John Watson. Sherlock foi indicado para 42 prêmios e ganhou 24 prêmios atualmente.

## BAFTA
A primeira temporada ganhou o prêmio de Melhor Série Dramática, as regras alteradas significou que a segunda temporada era inelegível para a categoria em 2012.
| Ano  | Recipiente                         | Categoria                       | Resultado |
| ---- | ---------------------------------- | ------------------------------- | --------- |
| 2011 | Sherlock: Temporada 1              | Melhor Série Dramática          | Venceu    |
| 2011 | Sherlock: Temporada 1              | Maior Audiência do Youtube      | Indicado  |
| 2011 | Benedict Cumberbatch, por Sherlock | Melhor Ator                     | Indicado  |
| 2011 | Martin Freeman, por John Watson    | Melhor Ator Coadjuvante         | Venceu    |
| 2012 | Sherlock: Temporada 2              | Maior Audiência do Youtube      | Venceu    |
| 2012 | Benedict Cumberbatch, por Sherlock | Melhor Ator                     | Indicado  |
| 2012 | Martin Freeman, por John Watson    | Melhor Ator Coadjuvante         | Indicado  |
| 2012 | Andrew Scott, por Jim Moriarty     | Melhor Ator Coadjuvante         | Venceu    |
| 2015 | Sherlock: Temporada 3              | Melhor Audiência da Radio Times | Venceu    |
| 2015 | Benedict Cumberbatch, for Sherlock | Melhor Ator                     | Indicado  |

## BAFTA Cymru
| Ano  | Recipiente             | Categoria                     | Resultado |
| ---- | ---------------------- | ----------------------------- | --------- |
| 2012 | Sherlock               | Série Dramática               | Venceu    |
| 2012 | Euros Lyn              | Diretor: Ficção               | Venceu    |
| 2012 | Steve Lawes            | Diretor de Fotografia: Ficção | Venceu    |
| 2012 | Arwel Wyn Jones        | Design de Produção            | Venceu    |
| 2012 | Claire Pritchard-Jones | Estilista e Cabeleireira      | Venceu    |

## British Academy Television Craft Awards
| Ano  | Recipiente                                                                              | Categoria      | Resultado |
| ---- | --------------------------------------------------------------------------------------- | -------------- | --------- |
| 2011 | Charlie Philips                                                                         | Edição: Ficção | Venceu    |
| 2012 | Steven Moffat, por "A Scandal in Belgravia"                                             | Escritor       | Venceu    |
| 2012 | Charlie Phillips, por "A Scandal in Belgravia"                                          | Edição: Ficção | Venceu    |
| 2012 | John Mooney, Jeremy Child, Howard Bargroff, Doug Sinclair, por "A Scandal in Belgravia" | Música: Ficção | Venceu    |

## Critics' Choice Television Award
| Ano  | Recipiente           | Categoria                                    | Resultado |
| ---- | -------------------- | -------------------------------------------- | --------- |
| 2012 | Sherlock             | Melhor Filme/Minissérie                      | Venceu    |
| 2012 | Benedict Cumberbatch | Melhor Ator de Filme/Minissérie              | Venceu    |
| 2012 | Lara Pulver          | Melhor Atriz de Filme/Minissérie             | Indicado  |
| 2014 |                      | Melhor Filme/Minissérie                      | Indicado  |
| 2014 | Benedict Cumberbatch | Melhor Ator de Filme/Minissérie              | Indicado  |
| 2014 | Martin Freeman       | Melhor AtorCoadjuvante de Filme/Minissérie   | Indicado  |
| 2014 | Amanda Abbington     | Melhor Atriz Coadjuvante de Filme/Minissérie | Indicado  |

## Prêmio Peabody
| Ano  | Recipiente      | Categoria       | Resultado |
| ---- | --------------- | --------------- | --------- |
| 2011 | A Study in Pink | Melhor episódio | Venceu    |

## Television Critics Association Awards
| Ano  | Recipiente | Categoria                                        | Resultado |
| ---- | ---------- | ------------------------------------------------ | --------- |
| 2011 | Sherlock   | Realização notável em Filmes, Séries e Especiais | Venceu    |
| 2012 | Sherlock   | Realização notável em Filmes, Séries e Especiais | Indicado  |

## Edinburgh International Television Festival
| Ano  | Recipiente            | Categoria                                    | Resultado |
| ---- | --------------------- | -------------------------------------------- | --------- |
| 2011 | Temporada 1: Sherlock | Prêmio Arqiva pelo melhor programa do mundo  | Venceu    |
| 2012 | Temporada 2: Sherlock | Prêmio Arqiva pelo melhor programa do mundo  | Venceu    |
| 2012 | Sherlock              | Programa Prefirido da rede de entretenimento | Venceu    |

## Emmy
| Ano  | Recipiente                                                             | Categoria                | Resultado |
| ---- | ---------------------------------------------------------------------- | ------------------------ | --------- |
| 2011 | Escrita de Minissérie, Filme ou Especial Dramático                     | "A Study in Pink"        | Indicado  |
| 2011 | Melhores Imagens de Câmera e Única Edição para uma Minissérie ou Fime  | "A Study in Pink"        | Indicado  |
| 2011 | Melhores Efeitos Visuais Especiais                                     | "A Study in Pink"        | Indicado  |
| 2011 | Composição de Música Excepcional para uma Minissérie, Filme ou Especia | "A Study in Pink"        | Indicado  |
| 2012 | Melhor Minissérie ou Filme                                             | "A Scandal in Belgravia" | Indicado  |
| 2012 | Melhor Ator de Minissérie ou Filme                                     | Benedict Cumberbatch     | Indicado  |
| 2012 | Melhor Ator Coadjuvante de Minissérie ou Filne                         | Martin Freeman           | Indicado  |
| 2012 | Melhor Direção de Minissérie, Filme ou Edpecial Dramático              | "A Scandal in Belgravia" | Indicado  |
| 2012 | Escrita de Minissérie, Filme ou Especial Dramático                     | "A Scandal in Belgravia" | Indicado  |

## Globo de Ouro
| Ano  | Recipiente           | Categoria                                         | Resultado |
| ---- | -------------------- | ------------------------------------------------- | --------- |
| 2013 | Benedict Cumberbatch | Melhor Ator em Minissérie ou Filme para Televisão | Indicado  |

## South Bank Sky Arts Awards
The South Bank Sky Arts Prêmios são associado com a série de documentários de longa duração, apresentado por Melvyn Bragg.
| Ano  | Recipiente | Categoria              | Resultado |
| ---- | ---------- | ---------------------- | --------- |
| 2012 | Sherlock   | Melhor Série Dramática | Venceu    |